# Sárti
Sárti (Sarti) är en ort i Grekland.   Den ligger i prefekturen Chalkidike och regionen Mellersta Makedonien, i den nordöstra delen av landet, 240 km norr om huvudstaden Aten. Sárti ligger 3 meter över havet och antalet invånare är 1 156.
Terrängen runt Sárti är kuperad åt sydväst, men österut är den platt. Havet är nära Sárti åt nordost.  Närmaste större samhälle är Néos Marmarás, 16,6 km väster om Sárti. 